# Semerenkî, Trosteaneț
Semerenkî (în ucraineană Семереньки) este localitatea de reședință a comunei Semerenkî din raionul Trosteaneț, regiunea Sumî, Ucraina.

## Demografie
Componența lingvistică a localității Semerenkî
     Ucraineană (92,78%)
     Rusă (7,22%)
Conform recensământului din 2001, majoritatea populației localității Semerenkî era vorbitoare de ucraineană (92,78%), existând în minoritate și vorbitori de rusă (7,22%).